# Барри, Оделл
Оделл Карл Барри (англ. Odell Carl Barry; 10 октября 1941, Мемфис, Теннесси — 3 января 2022, Уэстминстер, Колорадо) — профессиональный американский футболист, принимающий и специалист по возвратам. В 1964 и 1965 годах выступал в АФЛ в составе клуба «Денвер Бронкос». На студенческом уровне играл за команду университета Финдли. На драфте АФЛ 1964 года был выбран в девятнадцатом раунде.
После завершения карьеры занимался бизнесом. С 1972 по 1979 год был членом Городского совета Нортгленна в Колорадо, затем был избран мэром города. Активно участвовал в общественной деятельности.

## Биография
Оделл Барри родился 10 октября 1941 года в Мемфисе в штате Теннесси. Детство провёл в Толидо в Огайо, там же окончил старшую школу имени Джезапа Скотта. После выпуска поступил в университет Финдли. Играл в футбол, занимался лёгкой атлетикой. Претендовал на попадание в состав олимпийской сборной США, но сделал выбор в пользу профессиональной карьеры в футболе. На драфте АФЛ 1964 года был выбран «Денвером» в девятнадцатом раунде под общим 145 номером.
В составе «Бронкос» Барри провёл два сезона, сыграв в 26 матчах регулярного чемпионата. В основном его задействовали как возвращающего игрока при пантах и начальных ударах. В своём дебютном сезоне Барри стал лидером лиги по количеству возвратов начальных ударов. Суммарно за карьеру он набрал 2215 ярдов. Выступления он завершил из-за многочисленных травм, требовавших хирургического вмешательства. У него была удалена почка.
После окончания карьеры Барри остался жить в Нортгленне в Колорадо. В начале 1970-х годов он стал владельцем первого в штате ресторана сети Dairy Queen. С 1972 по 1979 год он был членом Городского совета. В 1980 году был избран мэром города, став первым афроамериканцем на этом посту. После ухода с этого поста Барри оставался заметной фигурой в колорадском отделении Демократической партии, занимался общественной деятельностью. В начале 1990-х годов входил в Бейсбольную комиссию Колорадо, сыгравшую важную роль в создании клуба МЛБ «Колорадо Рокиз». В 2011 году возглавил Комиссию по экономическому развитию штата.
Барри был женат, воспитал двух сыновей. Скончался 3 января 2022 года в возрасте 80 лет от застойной сердечной недостаточности.